# Jeon Hye-bin
Jeon Hye-bin (en hangul, 전혜빈; hanja: 全慧彬; RR: Jeon Hye-bin) (Namyangju, Gyeonggi-do; 27 de septiembre de 1983) es una actriz y cantante surcoreana.

## Biografía
Asistió al "Kyewon Arts High School" y más tarde se unió a la Universidad Dongguk (inglés: "Dongguk University") donde estudió teatro y cine.
Después de sufrir un accidente a principios de 2006, Hye-bin tuvo que someterse a una reconstrucción de nariz y dientes.
A inicios de 2016 comenzó a salir con el actor Lee Joon-gi, sin embargo la relación terminó en agosto de 2017 debido a sus ocupados horarios.
En diciembre de 2019 se anunció que estaba comprometida con su novio, quien no es parte de la industria. La pareja se casó el 7 de diciembre del mismo año. El 7 de abril de 2022, su agencia Pan Stars Company anunció que estaban esperando a su primer bebé. Dio a luz a un niño el 30 de septiembre de 2022.

## Carrera
Desde junio de 2019 forma parte de la agencia "Pan Stars Company", previamente formó parte de las agencias "Namoo Actors" desde 2009 hasta 2018 y de "Ark Entertainment".

### Actuación
Ha aparecido en sesiones fotográficas para "InStyle", entre otros...
El 18 de junio de 2004 se unió al elenco de la película de terror surcoreana Dead Friend donde interpretó a Eun-seo, la hermana de Eun-jung (Lee Yoon-ji).
En 2005 se unió al elenco recurrente de la serie Only You donde dio vida a Cha Soo-jae, la hermana de Cha Eun-jae (Han Chae-young).
El 27 de agosto de 2007 se unió al elenco principal de la serie The King and I donde interpretó a Seol-young, la hermana adoptiva del jefe de los eunucos Jo Chi-gyeom (Jun Kwang-ryul).
En 2009 se unió al elenco del drama Hometown Legends: Fox with Nine Tails donde dio vida al kumiho So-ho. La serie cuenta varias historias de mitos tradicionales coreanos y cuentos populares.
En 2011 se unió al elenco de la serie Insu, The Queen Mother donde interpretó a la Reina Destituida Lady Yun, la segunda esposa del monarca Seongjong de Joseon (interpretado por el actor Baek Sung-hyun de adulto y por el actor Choi Won-hong de joven).
Ese mismo año lanzó un libro de belleza titulado "Heaven's Stylish Body", el cual incluyó sus consejos de fitness y moda. En 2012 lanzó una plaicación de dieta para iPad.
El 1 de abril de 2013 se unió al elenco principal de la serie The Queen of Office donde dio vida a Geum Bit-na, una empleada calificada y la exnovia de Jang Gyu-jik (Oh Ji-ho).
Ese mismo año se unió al reality show Heart is Beating (también conocida como "Heartbeat") donde participó junto a Choi Woo-shik, Park Ki-woong, Jo Dong-hyuk, Kim C y Lee Won-jong, quienes entrenaron para convertirse en bomberos.
El 25 de junio de 2014 se unió al elenco principal de la serie Gunman in Joseon donde interpretó a Choi Hye-won, la insensible hija de un comerciante que desea adquirir suficiente riqueza para mantener el mundo en sus manos, hasta el final de la serie el 4 de septiembre del mismo año.
El 2 de mayo de 2016 se unió al elenco recurrente de la serie Another Miss Oh donde dio vida a Oh Hae-young (gold), la exnovia de Park Do-kyung (Eric Mun) a quien abandonó el día de su boda dejándolo miserable y con ganas de vengarse, hasta el final de la serie el 28 de junio del mismo año.
El 26 de septiembre del mismo año se unió al elenco principal de la serie Woman with a Suitcase donde interpretó a Park Hye-joo, hasta el final de la serie el 15 de noviembre del mismo año.
Ese mismo año se unió a la película The Legend of a Mermaid (인어전설) donde dio vida a Yeong-joo, una ex-nadadora del equipo nacional de nado sincronizado.
El 24 de julio de 2017 se unió al elenco principal de la serie Distorted (también conocida como "Falsify") donde interpretó a Oh Yoo-kyung, una reportera del equipo "Splash" que tiene una larga historia de trabajo con el periodista Lee Seok-min (Yoo Jun-sang), hasta el final de la serie el 12 de septiembre del mismo año.
El 9 de enero de 2019 se unió al elenco principal de la serie Liver or Die donde vio vida a Lee Jung-sang, la hermana de Lee Poong-sang (Yoo Jun-sang), Lee Jin-sang (Oh Ji-ho), gemela mayor de (Lee Si-young) y Lee Wi-sang (Lee Chang-yeob), y doctora del hospital universitario, hasta el final de la serie el 14 de marzo del mismo año.
El 13 de octubre del mismo año se unió al elenco principal de la serie Leverage (también conocida como "Leverage: Con Artists") donde interpretó a Hwang Soo-hyung, una mujer que a pesar de ser una terrible actriz sobre el escenario, es muy buena cuando se trata de hacer estafas, Soo-hyung puede hablar cuatro idiomas con fluidez, y tiene una relación misteriosa con Lee Tae-joon (Lee Dong-gun), La serie es un remake de la serie estadounidense Leverage. hasta el final de la serie el 8 de diciembre del mismo año.
El 13 de marzo de 2021 se unió al elenco principal de la serie Okay Kwang Sisters (también conocida como "A Happy Other's House") donde dio vida a Lee Kwang-shik, hasta el final de la serie el 18 de septiembre del mismo año.

### Música
En 2002 realizó su debut con el grupo surcoreano "LUV", junto a Oh Yeon-seo y Jo Eun-byul (Evie Cho), Ese mismo año el grupo lanzó su primer álbum titulado "Story", el cual incluyó las canciones "Orange Girl" y "I Still Believe in You". Sin embargo debido a su baja popularidad el grupo se disolvió en 2003 después de sólo seis meses.
El 31 de julio de 2003 lanzó su primer álbum en solitario el cual tituló "Love Somebody". El 23 de septiembre de 2015 lanzó su segundo álbum titulado "In My Fantasy", el cual incluyó la canción 2AM, la cual fue producida por el artista musical surcoreano Mr. Tyfoon, sin embargo la canción fue muy criticada por su sugerente rutina de baile.

### Otras actividades
Hye-bin fue la CEO de "ByHeaven" (hangul: 바이 헤븐), un centro comercial en línea que cerró en 2014.

## Filmografía

### Series de televisión
| Año     | Título                                          | Personaje                 | Notas                                | Ref.          |
| ------- | ----------------------------------------------- | ------------------------- | ------------------------------------ | ------------- |
| 2003    | Nonstop 3                                       | Hye-bin                   |                                      |               |
| 2003    | Sang Doo! Let's Go to School                    | Yoon Hee-seo              |                                      |               |
| 2003    | Drama Special: The Bean Chaff of My Life        | Hana                      |                                      |               |
| 2004    | Miracle                                         | Se-ra                     |                                      |               |
| 2004    | Five Stars                                      | Shin Youn                 | Serie web                            |               |
| 2004    | I Love You Soo Hae-ri                           | Moon Young                | Drama Special                        |               |
| 2005    | Banjun Drama                                    | Varios Personajes         | 13 episodios (ep. 41, 54, 57, 59-68) |               |
| 2005    | Only You                                        | Cha Soo-jae               |                                      |               |
| 2006    | Legend of the Three                             | Oh Jung-ja                | Drama Special                        |               |
| 2007    | Witch Yoo Hee                                   | Nam Seung-mi              | 16 episodios                         |               |
| 2007-08 | The King and I                                  | Seol-young                |                                      |               |
| 2008    | You Stole My Heart                              | -                         |                                      |               |
| 2008    | The Scale of Providence                         | Noh Se-ra                 |                                      |               |
| 2008    | On Air                                          | Hye-bin                   | Ep. 3                                |               |
| 2009    | The Man Who Can't Get Married                   | Lee Hwa-ran               | 4 episodios                          |               |
| 2009    | Hometown Legends: Fox with Nine Tails           | So-ho                     | 10 episodios                         |               |
| 2010    | The Angel of Death Comes with Purple High Heels | Lee Ji-yeon               | Drama Special                        |               |
| 2010    | Yaksha                                          | Jeong Yeon                | 12 episodios                         |               |
| 2011    | My Love By My Side                              | Jo Yoon-jeong             |                                      |               |
| 2011-12 | Insu, The Queen Mother                          | Reina Destituida Lady Yun | Ep. 23-54                            |               |
| 2013    | The Queen of Office                             | Geum Bit-na               | 16 episodios                         |               |
| 2014    | The Taste of Curry                              | Han Yoo-mi                | Drama Special                        |               |
| 2014    | Gunman in Joseon                                | Choi Hye-won              | 22 episodios                         |               |
| 2014    | Healer                                          | Kim Jae-yoon              | Ep. 20                               |               |
| 2016    | Another Miss Oh                                 | Oh Hae-young (gold)       | 18 episodios                         |               |
| 2016    | Woman with a Suitcase                           | Park Hye-joo              | 16 episodios                         |               |
| 2016    | Drama Special: Noodle House Girl                | Mi Jin                    |                                      |               |
| 2017    | Distorted (Falsify)                             | Oh Yoo-kyung              | 32 episodios                         |               |
| 2018    | Number Woman, Gye Sook-ja                       | Gye Sook-ja               | Serie web, 10 episodios              |               |
| 2018    | Life on Mars                                    | Jung Seo-hyun             |                                      |               |
| 2018    | The Beauty Inside                               | Han Se-gye                | Ep. 16                               |               |
| 2019    | Liver or Die                                    | Dr. Lee Jung-sang         | 40 episodios                         |               |
| 2019    | Leverage: Con Artists                           | Hwang Soo-hyung           | 16 episodios                         |               |
| 2020    | Oh, mi bebé                                     | Kang Hyo-joo              | (aparición especial)                 | [ 25 ]        |
| 2021    | Okay Kwang Sisters                              | Lee Kwang-shik            |                                      |               |
| 2025    | El sinuoso camino del derecho                   | Heo Min-jeong             |                                      | [ 26 ] [ 27 ] |

### Películas

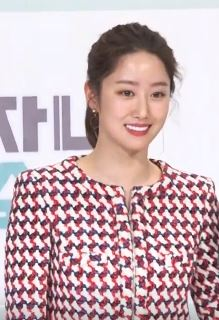
Jeon Hye-bin en el 2018.

| Año  | Título                  | Personaje     | Notas                                                                        |
| ---- | ----------------------- | ------------- | ---------------------------------------------------------------------------- |
| 2004 | Dead Friend             | Eun-seo       | junto a Kim Ha-neul, Nam Sang-mi, Ryu Jin, Shin Yi y Lee Yoon-ji             |
| 2005 | Wet Dreams 2            | Park Soo-yeon | junto a Lee Ji-hoon, Park Seul-gi, Song Eun-chae y Kim Hae-sook              |
| 2016 | With or Without You     | Woo Yeon-yi   | junto a Shin Min-chul, Hwang Seung-eon, Lee Ji-hoon y Park Choong-seon       |
| 2016 | The Legend of a Mermaid | Yeong-joo     | junto a Moon Hee-kyung, Sunwoo Sun, Kang Rae-yeon y Yeon Joon                |
| 2016 | Luck Key                | Hye-bin       | (cameo) - junto a Yoo Hae-jin                                                |
| 2019 | Cheer Up, Mr. Lee       | Eun Hee       | junto a Cha Seung-won, Park Hae-joon, Kim Hye-ok, Ahn Kil-kang y Jo Han-chul |

### Programas de variedades
| Año                          | Programa                                        | Notas                                            |
| ---------------------------- | ----------------------------------------------- | ------------------------------------------------ |
| 2021                         | Problem Child in House                          | (ep. #120) - invitada                            |
| 2018                         | Follow Me 9                                     |                                                  |
| 2018                         | The Return of Superman                          | (ep. #235) - invitada                            |
| 2018                         | Law of the Jungle in Antarctica                 | (ep. #311-314) - miembro                         |
| 2018                         | Life Bar                                        | (ep. #66) - invitada                             |
| 2017                         | Our School of Life                              |                                                  |
| 2016                         | Knowing Bros                                    | (ep. #30) - invitada                             |
| 2016                         | Law of the Jungle in Tonga                      | (ep. #203-207) - miembro                         |
| 2015 - 2016                  | Beauty Station the Show                         |                                                  |
| 2015                         | The Racer                                       |                                                  |
| 2014                         | Law of the Jungle in Borneo: the Hunger Games   | (ep. #100-102) - miembro                         |
| 2013 - 2014                  | Heart is Beating (Heartbeat)                    | 32 episodios - miembro                           |
| 2013, 2018                   | Running Man                                     | (ep. #145, 431-432) - invitada                   |
| 2012                         | Kim Byung-man's Law of the Jungle in Madagascar | (ep. #29-40) - miembro                           |
| 2012                         | Law of the Jungle W: Seollal Special            | (ep. #1-12) - miembro                            |
| 2009                         | Love Tree 36.5                                  |                                                  |
| 2007, 2011, 2014, 2017, 2018 | Happy Together                                  | (ep. #94, 207, 364, 496, 568) - invitada         |
| 2006 - 2007                  | Happy Sunday: Heroine 6                         | miembro                                          |
| 2005, 2006                   | X-Man (X맨)                                     | (ep. #79-80, 96-97, 100-101, 112-113) - invitada |
| 2003                         | Live Wow VJ                                     |                                                  |
| 2002 - 2003                  | Kang Ho Dong's Match Made in Heaven             |                                                  |

### Presentadora
| Año  | Evento                           | Notas                     |
| ---- | -------------------------------- | ------------------------- |
| 2021 | The Fact Music Awards (2021 TMA) | presentadora de categoría |

### Apariciones en Videos Musicales
| Año  | Artista / Grupo | Canción                   | Notas                |
| ---- | --------------- | ------------------------- | -------------------- |
| 2012 | UV              | "I Want to Live with Her" | junto a Yoon Do-hyun |
| 2009 | Someday         | "Do You Know"             |                      |
| 2008 | MC The Max      | "Thorn Fish"              |                      |
| 2006 | Brian Joo       | "Living a Day in Winter"  |                      |
| 2005 | Jang Woo-hyuk   | "Flip Reverse"            |                      |

### Teatro
| Año         | Obra    | Personaje | Notas |
| ----------- | ------- | --------- | ----- |
| 2009 - 2010 | Singles | -         |       |
| 2008        | Hamlet  | Ophelia   |       |

### Revistas / sesiones fotográficas
| Año  | Título               | Notas                                                         |
| ---- | -------------------- | ------------------------------------------------------------- |
| 2010 | VOGUE Korea Magazine | junto a Kim Kang-woo y Lee Kyu-han - (publicación de febrero) |

## Discografía

### LUV

#### Álbum de estudio
| Fecha de lanzamiento     | Datos                                                                                 | Lista de canciones |
| ------------------------ | ------------------------------------------------------------------------------------- | --- |
| 23 de septiembre de 2005 | Título: In My Fantasy Formato: CD, Digital Download Discografía: EMI Music Korea Ltd. | 1. Bin-Go 2. 2AM 3. Why 4. 반지 5. 달을 삼킨 밤 6. Mr. Crazy 7. Pinky 8. See Ya Later 9. Back Of Mind 10. Club 11. 2AM (MR) |

#### Álbum individual
| Fecha de lanzamiento | Datos                                                                               | Lista de canciones                                                              |
| -------------------- | ----------------------------------------------------------------------------------- | ------------------------------------------------------------------------------- |
| 31 de julio de 2003  | Título: Love Somebody Formato: CD, Digital Download Discografía: OGAM Entertainment | 1. Love Somebody 2. 입술 3. Love Somebody (instrumental) 4. 입술 (instrumental) |

## Apoyo a beneficencia
En el 2005, se convirtió en la embajadora de la Fundación Make-A-Wish en Corea del Sur.
El 29 de octubre del 2012, donó las ganancias de su secador de cabello diseñado personalmente a Make-A-Wish.
El 25 de febrero del 2019 junto a los miembros del elenco de la serie Liver or Die: Yoo Jun-sang, Oh Ji-ho, Lee Chang-yeob y Lee Si-young visitaron el centro de bienestar para personas mayores de Seodaemun y trabajaron en la cafetería, donde saludaron a los residentes y les sirvieron comida.

## Premios y nominaciones
| Año  | Categoría                                           | Premios                      | Trabajo                         | Resultado |
| ---- | --------------------------------------------------- | ---------------------------- | ------------------------------- | --------- |
| 2021 | Excellence Award, Actress in a Miniseries           | KBS Drama Award              | Okay Kwang Sisters              | Nominada  |
| 2018 | Best Challenger Award                               | 12th SBS Entertainment Award | Law of the Jungle in Antarctica | Ganó      |
| 2017 | Excellence Award, Actress in a Monday-Tuesday Drama | SBS Drama Award              | Distorted                       | Nominada  |
| 2016 | Best Supporting Actress                             | 5th APAN Star Award          | Another Miss Oh                 | Nominada  |
| 2014 | Best Supporting Actress                             | KBS Drama Award              | Gunman in Joseon                | Nominada  |
| 2012 | Best Entertainer                                    | 6th SBS Entertainment Award  | Law of the Jungle               | Ganó      |
| 2012 | Fashionista Award                                   | 1st K-Drama Star Award       | -                               | Ganó      |
| 2011 | Special Award for Cable TV                          | 4th Korea Drama Award        | Yaksha                          | Ganó      |